# James Joseph Sylvester

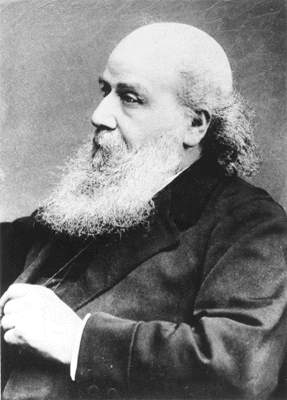
James Joseph Sylvester

James Joseph Sylvester (* 3. September 1814 in London; † 15. März 1897 ebenda) war ein britischer Mathematiker.

## Leben und Wirken
Sylvester studierte ab 1831 am St John’s College der Universität Cambridge, er war der erste gläubige Jude, der zum Studium in Cambridge zugelassen wurde. Sein Doktorat erhielt James Joseph Sylvester aber erst 1872.
Sylvester wurde 1837 Professor der Physik am University College London und 1840 Professor der Mathematik an der Universität von Virginia und damit einer der ersten bedeutenden Mathematiker in den USA. Später kehrte er wieder nach England zurück und wurde 1855 Mathematikprofessor an der Royal Military Academy Woolwich. Ab 1876 war er Professor an der Johns Hopkins University in Baltimore. Er ging dann wieder nach England und war ab 1883 Professor in Oxford.
Am 7. Dezember 1863 wurde er als korrespondierendes Mitglied in die Académie des sciences aufgenommen. Er war ab 1864 korrespondierendes und ab 1883 auswärtiges Mitglied der Göttinger Akademie der Wissenschaften. Ab 1866 war er korrespondierendes Mitglied der Preußischen Akademie der Wissenschaften und ab 1872 der Russischen Akademie der Wissenschaften. 1873 wurde er in die American Academy of Arts and Sciences gewählt.  1874 wurde er Ehrenmitglied (Honorary Fellow) der Royal Society of Edinburgh, und 1883 wurde er in die National Academy of Sciences gewählt. Die Königliche Akademie von Belgien nahm ihn im Dezember 1895 als assoziiertes Mitglied auf.
Er erfand mehrere geometrische Instrumente, wie den Plagiografen (Schiefpantograf) und den geometrischen Fächer. Ferner forschte er zusammen mit Arthur Cayley auf dem Gebiet der Invariantentheorie. Ein weiteres Arbeitsgebiet war die Theorie von Matrizen und Determinanten. Die Bezeichnung Matrix wurde 1850 von Sylvester eingeführt, ebenso ist der Trägheitssatz von Sylvester nach ihm benannt, sowie in der Dreiecksgeometrie der Satz von Sylvester und die Sylvester-Gleichung.
Sylvester bewies unter anderem folgenden Satz:
Jede natürliche Zahl n > 2 hat genau so viele Darstellungen als Summe aufeinanderfolgender natürlicher Zahlen (kleiner als n), wie sie ungerade Teiler hat. Dabei wird die Zahl 1 nicht als Teiler gezählt, wohl aber die Zahl n selbst.
Die Sylvester-Medaille der Royal Society, deren Mitglied (Fellow) er seit 1839 war, ist ihm zu Ehren benannt. Ebenfalls nach ihm benannt ist der Mondkrater Sylvester sowie der Asteroid (13658) Sylvester.

## Schriften
- Henry Frederick Baker (Hrsg.): The Collected Mathematical Papers of James Joseph Sylvester. 4 Bände. Cambridge University Press, Cambridge, 1904–1912.
- On the Method of Reciprocants as containing an exhaustive Theory of the Singularities of Curves. Inaugural Lecture of Prof. Sylvester, F.R.S., delivered before the University of Oxford, December 12, 1885. In: Nature. Band 33, Nr. 845, 1886, S. 222–231, doi:10.1038/033222g0, (ein wichtiges Werk für die Algebra).
- Chemistry and Algebra. In: Nature. Band 17, Nr. 284, 1878, S. 284, doi:10.1038/017284a0, (hier führt er den Begriff Graph ein für Darstellungen in der Chemie).